# Сладкая Балка (река, впадает в Птичье озеро)
Сладкая Балка (устар. Казинка) — река в России, протекает в Ставропольском крае. Впадает в Птичье озеро. Длина реки составляет 18 км, площадь водосборного бассейна 172 км².

## Данные водного реестра
По данным государственного водного реестра России относится к Донскому бассейновому округу, водохозяйственный участок реки — Егорлык от Новотроицкого гидроузла и до устья, речной подбассейн реки — бассейн притоков Дона ниже впадения Северского Донца. Речной бассейн реки — Дон (российская часть бассейна).
Код объекта в государственном водном реестре — 05010500612107000016904.